# Dragan Džajić
Dragan Džajić (sârbă Драган Џајић) (n. 30 mai 1946, Ub, RS Serbia, Iugoslavia) este un fost jucător sârb de fotbal.